# Кожистокрылые
Кожистокры́лые, или уховёртки (лат. Dermaptera), — отряд насекомых с неполным превращением из клады Polyneoptera. Насчитывается более 1900 видов (1967 видов по состоянию на февраль 2008 года), включая 49 ископаемых видов.

## Название
Названия уховёрток в различных языках означают «проткни уши» или нечто подобное. Существует несколько предположений, объясняющих это. Во-первых есть миф, что уховёртка залезает в ухо спящего человека, протыкая барабанную перепонку, добирается до мозга и откладывает там яйца. Она питается им и дорастает до размеров гусиного яйца, жертва уховёртки при этом умирает. Конечно, уховёртка действительно может случайно залезть в ухо, но всё последующее — ничем не подтверждённый вымысел, «бессовестная клевета», как выразился известный советский биолог и писатель Игорь Акимушкин. Некоторые люди также считают, что название эти насекомые получили благодаря своим крыльям, в сложенном состоянии напоминающим уши. Другие предполагают, что в этом сыграла существенную роль схожесть клешней на конце тела уховёрток с инструментом, которым косметологи прошлого прокалывали женские уши для серёжек.

## Описание
Длина тела составляет 7—50 мм. Передние крылья твёрдые и сильно укорочены (превращены в твёрдые, кожистые надкрылья), задние — перепончатые, но существуют и бескрылые формы. На конце брюшка имеются придатки в виде пары клещей (церки). Влаголюбивы и теплолюбивы, ведут преимущественно ночной образ жизни. Питаются детритом (органическими остатками животных и растений).
Известны наружные паразиты (Arixenia esau) летучих мышей (Cheiromeles torquatus), и хищники, (Arixenia jacobsoni) питающиеся насекомыми, населяющими гуано летучих мышей (этих уховёрток выделяют в особый подотряд Arixeniina).
Гемимериды (Hemimerina, 7 видов рода Hemimerus, Африка) паразитируют на коже хомяковой крысы (Cricetomys gambianus).

### Генетика
Число хромосом у кожистокрылых варьирует: диплоидные числа колеблются от 4 до 30. Доступны цитогенетические данные по более чем 50 видам, и у всех гетерогаметные самцы, примерно половина из которых имеет половые хромосомы XY, а другая половина имеет сложные половые хромосомы (X1X2Y и X1X2X3Y). Два вида уховерток — XO. Хромосомы Dermaptera голоцентрические. Полиморфизм половых хромосом был задокументирован у Forficula auricularia, где в популяциях сосуществуют самцы XY и X1X2Y, а самцы X1X2Y имеют дополнительную хромосому, происхождение которой неясно. Число хромосом от 4 у Hemimerus bouvierito до 30 у Arixenia esau.

## Поведение
Большинство уховёрток ведут ночной образ жизни и населяют небольшие расщелины, живя в подстилочном слое лесов, под корой и опавшими ветвями и стволами. На Гавайских островах и в Южной Африке в пещерах обнаружены слепые виды. Пища, как правило, состоит из широкого спектра живого и мертвого растительного и животного материала или организмов. Для защиты от хищников вид уховёрток как Doru taeniatum может выделять неприятно пахнущую жёлтую жидкость в форме струй из запаховых желёз на дорсальной стороне третьего и четвёртого брюшного сегмента. Он направляет разряды, вращая брюшко, манёвр, который позволяет ему одновременно использовать и свои клещи при обороне от врагов.
Ведутся споры о том, вредны ли кожистокрылые для сельскохозяйственных культур или они полезны, так как они питаются как листвой, так и насекомыми, питающимися такой листвой, например тлёй, при этом для значительного ущерба потребуется большая популяция.

## Эволюция и филогенез
Самые ранние ископаемые кожистокрылые были обнаружены в слоях, датируемых концом триасового периода (возраст около 208 миллионов лет) на территории Англии и Австралии. Всего было обнаружено около 70 экземпляров, которые были отнесены к подотряду Archidermaptera. Некоторые анатомические особенности современных кожистокрылых и, как следствие, их функции, у ископаемых кожистокрылых отсутствуют. Так, например, их клешни не были согнуты достаточно для того, чтобы применять их подобно современным представителям отряда.
Предполагаемая стволовая группа кожистокрылых — Protelytroptera. Эти насекомые внешне напоминают современных тараканообразных. Они известны из отложений пермского периода в Северной Америке, Европе и Австралии. Представители этой группы не обнаружены в отложения триасового периода, когда предположительно произошёл эволюционный переход от Protelytroptera к кожистокрылым.
Archidermaptera считается сестринской группой по отношению к остальным кладам кожистокрылых (вымершие Eodermaptera и современный подотряд Neodermaptera).
О ранней эволюционной истории отряда можно судить среди прочего по структуре самостоятельных органов циркуляции, расположенных на антеннах кожистокрылых и состоящих из двух везикул. Эти органы являются уникальными для кожистокрылых и не встречаются у других отрядов насекомых. Механизм их действия состоит в прокачивании крови с помощью эластичной соединительной ткани (а не мышечной, что свойственно большинству органов кровообращения).
Молекулярные исследования позволяют предположить, что сестринскими группами по отношению к кожистокрылым являются Plecoptera или Ephemeroptera.

## Распространение
Наибольшее разнообразие кожистокрылых наблюдается в Америке и Евразии. Обыкновенная уховёртка была интродуцирована в Северную Америку из Европы в 1907 году и стала обычной в южных и юго-западных регионах США. Единственный аборигенный вид уховёрток, обитающий на севере США это Doru aculeatum, который найден и в Канаде, где он прячется в пазухах листьев зарождающихся растений на юге Онтарио. Из других семейств в Северной Америке найдены Forficulidae (представители родов Doru и Forficula), Spongiphoridae, Anisolabididae и Labiduridae.
В условиях умеренного и холодного климата выживает относительно малое число видов уховёрток. Их можно найти в тесных расщелинах в лесу, на полях и в садах:739. Около 25 встречается в Северной Америке, 45 в Европе (включая 7 в Великобритании) и 60 в Австралии.

### Фауна стран бывшего СССР
Для бывшего СССР указывалось всего 26 видов, в том числе:
- Уховёртка обыкновенная
- Уховёртка прибрежная
- Уховёртка азиатская
- Уховёртка живородящая
- Уховёртка малая
- Уховёртка пещерная гвинейская
- Уховёртка среднеазиатская

## Галерея
- Жизненный цикл уховёрток
- Самка в гнезде около кладки яиц
- Самка в гнезде с молодым приплодом
- Arixenia esau из подотряда Arixeniina
- Hemimerus hanseni из подотряда Hemimerina